# アンダース・スカールプ・ラスムセン
アンダース・スカールプ・ラスムセン（デンマーク語: Anders Skaarup Rasmussen、1989年2月15日 - ）は、デンマークの男子バドミントン選手。
35歳でキャリアハイの世界ランク1位を達成。

## 経歴
2020年東京オリンピックにキム・アストルプとのペアで出場。準々決勝で中国の李俊慧 / 劉雨辰に敗れ敗退した。
2024年、年末のBWFワールドツアーファイナルズでは、李洋 / 王齊麟やゴー・ジーフェイ / ヌル・イズディンらを破って予選グループリーグを1位通過。決勝で再びゴー・ジーフェイ / ヌル・イズディンを破り優勝。キャリア初の年間王者に輝いた。
同年12月17日付のBWF世界ランキングで1位を達成。35歳にしてキャリアハイの世界1位達成という前代未聞の偉業を成し遂げた。